# Rhopalomyia bulbula
Rhopalomyia bulbula är en tvåvingeart som beskrevs av Ephraim Porter Felt 1908. Rhopalomyia bulbula ingår i släktet Rhopalomyia och familjen gallmyggor. Inga underarter finns listade i Catalogue of Life.